# Décès en 1306
Décès
- 1302
- 1303
- 1304
- 1305
- 1306
- 1307
- 1308
- 1309
- 1310

Cette page dresse une liste de personnalités mortes au cours de l'année 1306 :
- 9 janvier : Torgils Knutsson, Marsk et régent de Suède.
- 23 janvier : Pierre de Benais, doyen de l'église de Bayeux puis évêque de Bayeux.
- 10 février : John III Comyn, importante figure des guerres d'indépendance de l'Écosse, qui fut Gardien de l'Écosse.
- 21 mars : Robert II de Bourgogne, duc de Bourgogne (1272-1306) et roi titulaire de Thessalonique.
- 6 avril : Guillaume de Flavacourt, Official de Rouen, archidiacre du Petit-Caux, trésorier de la cathédrale, archevêque de Rouen.
- 7 mai : Przemyslaw, duc de Racibórz.
- 16 mai : Étienne II de Sancerre, comte de Sancerre.
- 29 mai : Pierre de Mornay, 65e évêque d'Auxerre.
- 6 juin : Pierre de Négrel, évêque de Riez.
- 4 août : Venceslas III, roi de Hongrie, de Bohême et de Pologne.
- septembre :  Jean Ier de Montfaucon, seigneur de Montfaucon, d'Orbe et d'Échallens.
- 4 septembre : Pierre Arnaud, cardinal français.
- 22 septembre: Jean de Paris, dominicain français, philosophe et théologien.
- avant le 6 décembre : Roger Bigot, comte de Norfolk.
- 7 décembre : Teodorico Ranieri, cardinal italien.
- 25 décembre : Jacopone da Todi, poète franciscain italien.

- Brian Fitzalan, noble anglo-normand,  gardien de l'Écosse pour le compte du roi Édouard Ier d'Angleterre.
- Robert II de Beu, 2e vicomte de Beu, comte de Squillache.
- Gui de Colle Medio, évêque de Cambrai puis archevêque de Salerne.
- Lanfranc de Milan, chirurgien italien.
- Aldebert de Peyre, évêque de Viviers.
- Ahn Hyang, érudit néoconfucianiste coréen.
- Abba Mari, rabbin provençal.
- Masuccio Primo, architecte et un sculpteur italien de l'école napolitaine.
- Bai Pu, dramaturge chinois de la dynastie Yuan.
- Christopher Seton, aristocrate scoto-normand.
- John Strathbogie, noble écossais, 9e comte d'Atholl.
- Vito Venosa, cinquante-quatrième évêque de Toul.

## Crédit d'auteurs
- Cet article est partiellement ou en totalité issu de l'article intitulé « 1306 » (voir la liste des auteurs).